# Grootcellig pruikwier
Het grootcellig pruikwier (Griffithsia corallinoides) is een roodwier uit de klasse Florideophyceae. De wetenschappelijke naam van de soort werd, als Conferva corallinoides, voor het eerst in 1753 geldig gepubliceerd door Carl Linnaeus.

## Kenmerken
Het grootcellig pruikwier vormt 5-10 cm hoge, half bolvormige 'pompoms'. Dit roodwier is helderrood en voelt relatief stevig. Het thallus bestaat uit filamenten die uit één rij van cellen zijn opgebouwd.

## Verspreiding
Hoewel het grootcellig pruikwier een in Europa inheemse soort is, werd de soort pas in 2003 voor het eerst in Nederland waargenomen.